# Flaga Postaw
Flaga Postaw (biał. Сцяг Паставаў) – jeden z dwóch oficjalnych, obok herbu, symboli miasta Postawy i rejonu postawskiego w obwodzie witebskim na Białorusi. Flaga została zatwierdzona Dekretem Prezydenta Republiki Białorusi nr 277 z dnia 2 czerwca 2009 r.

## Opis
Flaga Postaw to prostokąt błękitnego koloru o proporcjach 1:2. Pośrodku znajduje się piramidalna biała sieć rybacka, nad którą przedstawione są trzy żółte ryby, skierowane pod kątem w dół.

## Stosowanie
Flaga miasta Postawy jest własnością rejonu Postawskiego, a prawo do dysponowania należy do Komitetu Wykonawczego Rejonu Postawskiego.
Flaga miasta Postawy umieszczana jest na budynkach, w których znajdują się organy samorządu terytorialnego miasta Postawy i rejonu Postawskiego, a także w salach posiedzeń tych organów oraz w gabinetach ich przewodniczących. Flaga miasta Postawy może być umieszczona w tych miejscach miasta i rejonu, w których zgodnie z białoruskim ustawodawstwem przewidziane jest umieszczenie flagi państwowej Republiki Białorusi.
Flaga miasta Postawy może być również używana podczas świąt państwowych i uroczystości organizowanych przez organy państwowe i inne organizacje, świąt ludowych, pracowniczych, rodzinnych oraz imprez poświęconych historycznym wydarzeniom.
Prawo do używania flagi miasta Postawy w innych przypadkach może zostać przyznane decyzją Komitetu Wykonawczego Rejonu Postawskiego.